# Zoeterwoude
Zoeterwoude (anhörenⓘ) ist eine Gemeinde in der niederländischen Provinz Südholland.

## Ortsteile
Gelderswoude, Weipoort, Westeinde, Zoeterwoude-Dorp, Zoeterwoude-Rijndijk und Zuidbuurt.

## Geschichte

### Der Name Zoeterwoude
Der Ursprung des Namens Zoeterwoude ist nicht vollständig zu ermitteln. Vermutlich wurde das Dorf nach dem Flüsschen de Suet oder de Swet benannt. Suet bzw. Swet bedeutet wohl „süß“.

### Der Ursprung von Zoeterwoude
Zoeterwoude entstand aus einzelnen Siedlungen den Deich des alten Rijns (Rheins) entlang. Schon im Jahr 40 entstand hier ein Römerlager. Am südlichen Ufer des Rijns wurde ein Weg errichtet. An diesem Weg entstanden langsam einige Häuser. Um 750 entstanden auch einige Gebäude im heutigen Weipoort. Dort baute der heilige Lebuinus eine kleine Kirche in einem Ort, der damals Suetan genannt wurde. Es steht noch nicht fest, wo dieses Dorf gelegen hat. Es wird angenommen, dass es an der Mündung des Weipoortsen Vliets lag.
Auch andere Dörfer im heutigen Zoeterwoude waren früh bekannt. So wird schon 857 von einem Rodanburg (heute Roomburg) berichtet. Auch ein Northa (heute vielleicht Noord Aa) wird in der Liste der Besitzungen der St. Maartenskerk in Utrecht erwähnt. Im 11. Jahrhundert wurden Waldmannerveen (heute vielleicht das Gebiet von Zoeterwoude-Dorp) und Boschusa.

### Nach 1200
Um 1200 gab es mehrere Sturmfluten, die das Gebiet überschwemmten. Viele Einwohner zogen nach Leiden. Andere haben Suetan an der Mündung des Suet/Swet verlassen und sind in das Gebiet gezogen, in dem Zoeterwoude entstanden ist. Im Jahr 1205 kommt der Name Zoeterwoude als Sotrewold zum ersten Mal vor. 1276 wurde es als Soetrewold bezeichnet.

### Von 1300 bis heute
Um 1300 wurden die Gemeindegrenzen festgelegt. Zoeterwoude gehörte nach der Fläche zu den größeren Gemeinden der Niederlande. Ein großer Teil des Gebietes ist nicht viel später von umliegenden Gemeinden, insbesondere von Leiden, annektiert worden. 1414 wird der Hoge Rijndijk erhöht und 1446 wird der Name Weipoort zum ersten Mal erwähnt. 1450 wird die erste Brücke zwischen Leiderdorp und Zoeterwoude errichtet. Um das Schussfeld für ihre Kanonen zu vergrößern hat die Bevölkerung von Leiden 1574 Zoeterwoude abgebrannt und die Polder unter Wasser gesetzt. 1650 wurde das mittlerweile unbewohnte Dorf wiederum neu erbaut. Ab 1800 gab es mehrere Umgemeindungen in die Stadt Leiden. Dadurch wurde das Gemeindegebiet von Zoeterwoude ständig kleiner. Nach der Errichtung der A4 wurde die Autobahn zur neuen Grenze zwischen Leiden und Zoeterwoude. Bis jetzt konnte sich die Gemeinde gegen ihre mögliche Auflösung erfolgreich wehren.

## Partnergemeinde
Seit 1993 unterhält Zoeterwoude partnerschaftliche Beziehungen zur Gemeinde Osieczna in Polen.

## Politik

### Sitzverteilung im Gemeinderat
Der aus 13 Sitzen bestehende Gemeinderat von Zoeterwoude formiert sich wie folgt:
| Partei                        | Sitze | Sitze | Sitze | Sitze | Sitze | Sitze | Sitze | Sitze | Sitze | Sitze | Sitze |
| Partei                        | 1982  | 1986  | 1990  | 1994  | 1998  | 2002  | 2006  | 2010  | 2014  | 2018  | 2022  |
| ----------------------------- | ----- | ----- | ----- | ----- | ----- | ----- | ----- | ----- | ----- | ----- | ----- |
| Progressief Zoeterwoude a     | 4     | 4     | 5     | 5     | 4     | 4     | 5     | 5     | 6     | 6     | 5     |
| CDA                           | 6     | 6     | 6     | 5     | 6     | 7     | 6     | 6     | 5     | 4     | 5     |
| VVD                           | 3     | 3     | 2     | 3     | 3     | 2     | 2     | 2     | 2     | 2     | 2     |
| Senioren Belangen Zoeterwoude | –     | –     | –     | –     | –     | –     | –     | –     | –     | 1     | 1     |
| Gesamt                        | 13    | 13    | 13    | 13    | 13    | 13    | 13    | 13    | 13    | 13    | 13    |

Anmerkungen

### Bürgermeister
Seit dem 7. Oktober 2020 ist Fred van Trigt (CDA) amtierender Bürgermeister der Gemeinde. Zu seinem Kollegium zählen die Beigeordneten Ton de Gans (CDA), Ruud Bouter (Progressief Zoeterwoude) sowie die Gemeindesekretärin Wilma Zoetemelk-van der Hulst.

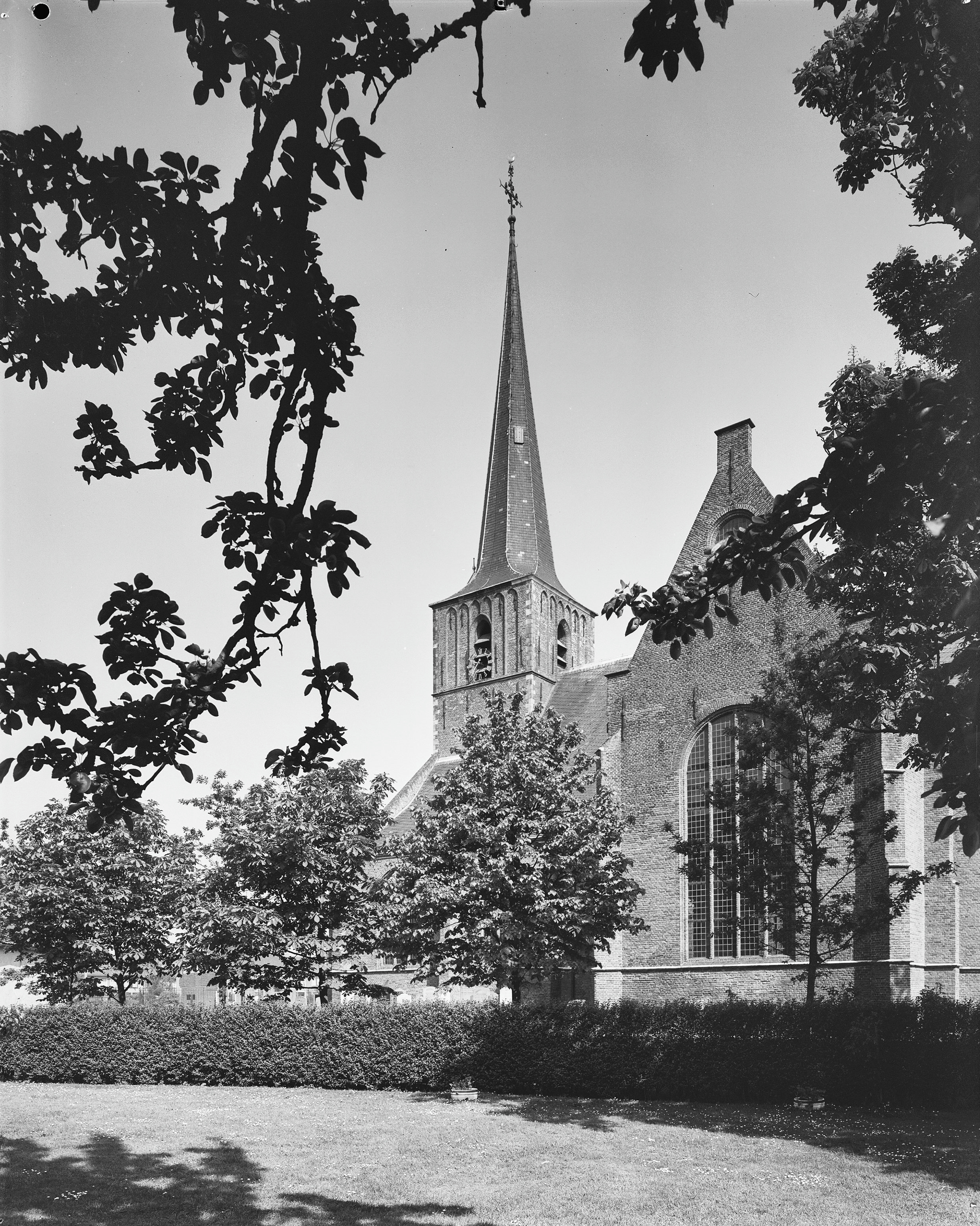
Dorfkirche in Zoeterwoude-Dorp

## Sehenswürdigkeiten
Im Gemeindegebiet gibt es zwei römisch-katholische Kirchen, die in den Jahren um 1900 gebaut wurden, und die Evangelische Dorfkirche.
Das Schloss Swieten ist ein ehemaliges Wasserschloss.

## Wirtschaft
Auf dem Areal von Schloss Swieten befindet sich heutzutage die Vertriebszentrale für die Niederlande der Bierbrauerei Heineken. Auch deren größte Braustätte steht in Zoeterwoude. Die Vertriebszentrale zieht im ersten Quartal 2020 um in den neuerbauten Hochhauskomplex Lorentz im Zentrum von Leiden. Der Bierkonzern verlässt Zoeterwoude aber nicht ganz. Die Braustätte und die dazugehörige Heineken Netherlands Supply Industry bleiben. Hierfür wird jedoch ein neues Gebäude entwickelt.
Zoeterwoude ist auch Hauptsitz der Unternehmensgruppe Zandbergen. Die Gruppe ist einer der führenden Fleischimporteure Europas und erzielte 2017 einen Umsatz von 580 Millionen Euro.

## Töchter und Söhne der Gemeinde
- François Brandt (1874–1949), Ruderer
- Paul van Kempen (1893–1955), Dirigent
- Aad van Amsterdam (1915–1978), Radrennfahrer
- Johannes Vahrmeijer (1942–2021), niederländisch-südafrikanischer Botaniker
- Cock van der Hulst (1942–2020), Radrennfahrer
- Bert van der Helm (* 1948), Tischtennisspieler und -trainer
- Jeroen Straathof (* 1972), Eisschnellläufer und Radsportler
- Suzanne de Goede (* 1984), Radsportlerin

Sonstige mit dem Ort verbundene Persönlichkeiten:
- Jan Porcellis (um 1582–1632), Maler, hatte hier Grundbesitz und starb hier